# Tetrachloorbenzeen
Tetrachloorbenzeen is een organische verbinding met als brutoformule C6H2Cl4. De stof is opgebouwd uit een benzeenring met 4 chlooratomen. Er bestaan 3 isomeren:
- 1,2,3,4-tetrachloorbenzeen
- 1,2,3,5-tetrachloorbenzeen
- 1,2,4,5-tetrachloorbenzeen

De grootte van de chlooratomen heeft tot gevolg dat de benzeenring net als in penta- en hexachloorbenzeen ietwat verwrongen wordt.

Structuurformule van 1,2,3,4-tetrachloorbenzeen
Structuurformule van 1,2,3,5-tetrachloorbenzeen
Structuurformule van 1,2,4,5-tetrachloorbenzeen

Tetrafluorbenzeen · Tetrachloorbenzeen · Tetrabroombenzeen · Tetrajoodbenzeen